# Arvid Mauritz Posse
Arvid Mauritz (Arvidsson) Posse, född 5 januari 1792 i Bergunda församling, Kronobergs län, död 22 juli 1850 i Göteborg, var en svensk greve, serafimerriddare, kommendör av Nordstjärneorden, justitiestatsminister, lantmarskalk och riksmarskalk. Han var sonson till krigaren Fredric Arvidsson Posse och farbror till Arvid Posse, och gift med Baltzar von Platens dotter Louise.

## Biografi
Posse blev student vid Lunds universitet 1807, inskrevs 1809 i Göta hovrätt och utnämndes 1816 till assessor i Svea hovrätt. 1821 blev han lagman i Skåne, 1822 vice landshövding i Östergötland, 1824 landshövding i Skaraborgs län. 1831 förordnades Posse till generaltulldirektör. Med denna befattning förenade han åtskilliga andra uppdrag för längre eller kortare tid, såsom ordförandeskapet i Civilstatens pensionsinrättning och i Göta kanalbolag, fullmäktigskapet i Riksbanken med mera. När regeringen 1839 tillsatte en tullkommitté för att utarbeta förslag, grundade på principen om frihandel, ingick Posse som en av kommitténs verksammaste ledamöter.
I riksdagspolitiken hade Posse i allmänhet tillhört regeringsvännerna, men i handels- och näringsfrågor intagit en liberal ståndpunkt. Detta föranledde Karl XIV Johan att vid den stormiga riksdagen 1840, då på grund av oppositionens framgångar hans gamla regering begärde avsked, att efter åtskilliga andra förslag 20 mars utnämna Posse till justitiestatsminister. Hans ställning blev dock ganska svag; kungen misstrodde honom, och då inte heller riksdagen var nöjd med honom, fann han sig redan 5 september samma år föranlåten att lämna sin post.
Vid kung Oscar I:s första riksdag, 1844–1845, var han lantmarskalk. 1845 utnämndes han till riksmarskalk. Det rykte för en viss liberalitet i åsikter han fått under sin första regering förde honom åter, 1846, till justitiestatsministersposten. Även denna gång blev hans statsministertid kort; efter marsoroligheterna 1848 och angrepp på regeringen under dechargeförhandlingarna kort därefter begärde han, numera sjuklig, sitt avsked, varefter han 1849 även lämnade riksmarskalksämbetet. Han dog i Göteborg den 22 juli 1850.
Posse var son till greve Arvid Erik Posse och dennes hustru, friherrinnan Catharina Charlotta född von Otter.